# Jane Greer
Jane Greer, all'anagrafe Bettejane Greer (Washington, 9 settembre 1924 – Los Angeles, 24 agosto 2001), è stata un'attrice statunitense.

## Biografia

### Carriera
Figlia di Charles Durell McClellan Greer Jr. e della moglie Bettie,  all'età di 15 anni Jane Greer fu colpita da una parziale paralisi facciale da cui si riprese, ma i cui effetti contribuirono a conferire al suo volto lo sguardo calmo ed enigmatico su cui la casa produttrice RKO avrebbe poi puntato per lanciare l'attrice con lo slogan "la donna con il sorriso di Monna Lisa". Dopo aver lavorato come modella e poi cantante di big band, fu scoperta dal produttore Howard Hughes, che la notò sulla copertina del magazine Life dell'8 giugno 1942. L'attrice firmò un contratto per la RKO e interpretò inizialmente alcuni ruoli secondari in Dick Tracy (1945), ispirato all'omonimo fumetto, e nel film d'avventura Sinbad il marinaio (1947).
Sempre nel 1947, l'attrice apparve nel melodramma Nessuno mi crederà e nel noir Le catene della colpa, diretto da Jacques Tourneur, in cui interpretò la femme fatale Kathie Moffat, al fianco di Robert Mitchum e Kirk Douglas, prestando la propria particolare espressività all'ambiguo ruolo della protagonista. L'accoppiata con il passivo e disincantato Robert Mitchum ebbe successo, tanto che i due tornarono a lavorare insieme nel successivo Il tesoro di Vera Cruz (1949), un'avventura poliziesca senza però le sfumature torbide del precedente noir di Tourneur.
Nella prima metà degli anni cinquanta, Jane Greer partecipò a pellicole di diverso genere, quali il dramma bellico Il comandante Johnny (1951) a fianco di Gary Cooper, l'avventura in costume Il prigioniero di Zenda (1952), in cui interpretò l'aristocratica Antoinette De Mauban, e il drammatico Il pagliaccio (1953) con Red Skelton.
Dopo il ruolo di protagonista femminile de La preda umana (1956), avventura ambientata in Messico interpretata da Richard Widmark e Trevor Howard, la Greer iniziò a diradare gli impegni cinematografici per passare alla televisione in serie quali Alfred Hitchcock presenta (1959), Bonanza (1959), I racconti del West (1957-1960), Colombo (1975) e Quincy (1979).
Tra il 1984 e il 1985 interpretò il ruolo di Charlotte Pershing in sei episodi del serial Falcon Crest, tornando alla ribalta cinematografica con la partecipazione al film Due vite in gioco (1984), un remake de Le catene della colpa, in cui ricoprì il ruolo della madre di Kathie Moffat. Tra le sue ultime apparizioni televisive sono da ricordare tre episodi della serie I segreti di Twin Peaks (1990).

## Vita privata

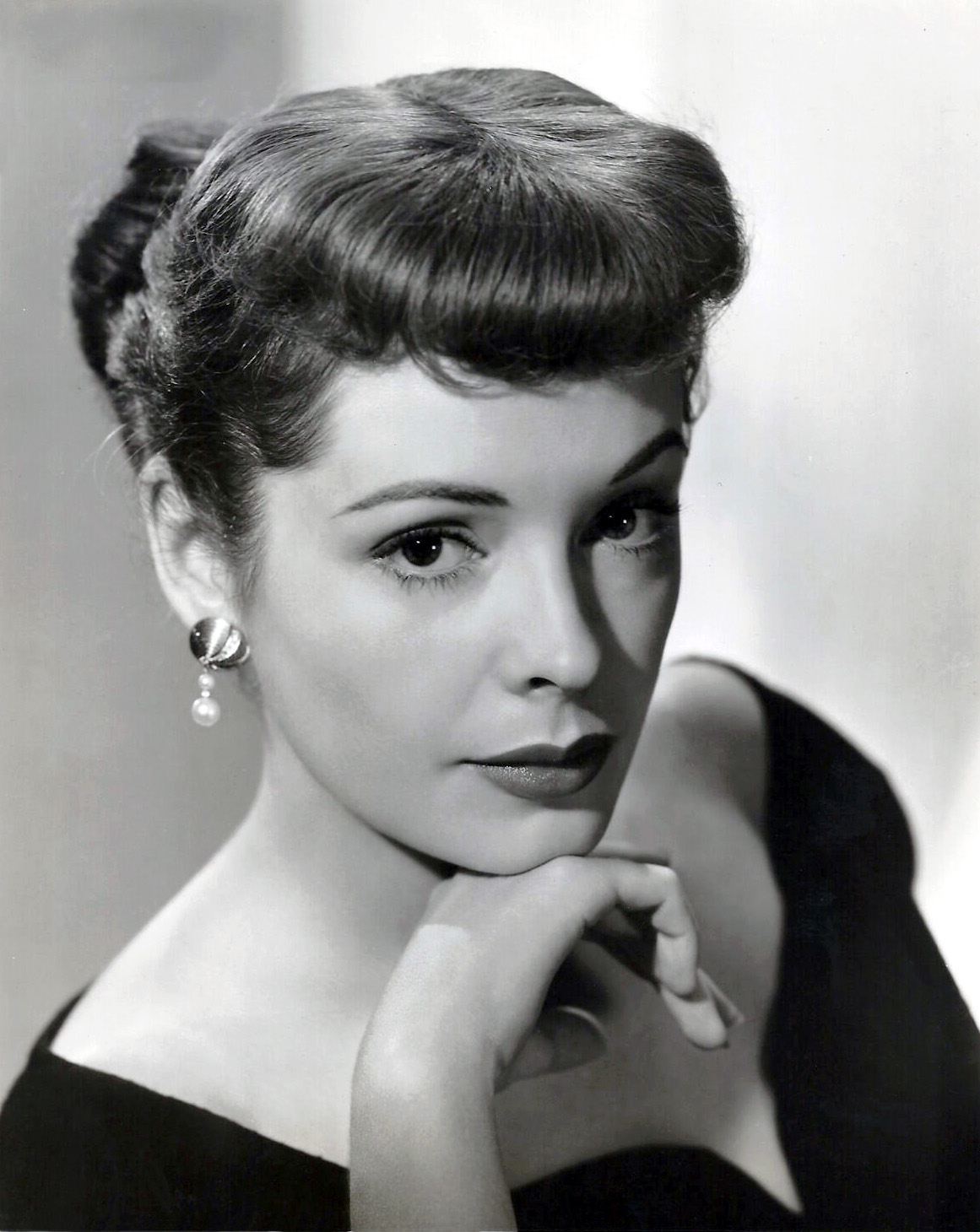
Jane Greer in una foto degli anni '40

Divorziata dall'attore e cantante Rudy Vallee (1943-1944), Jane Greer si risposò nel 1947 con l'uomo d'affari Edward Lasker, da cui divorziò nel 1963 e dal quale ebbe tre figli, tra cui Lawrence Lasker, divenuto produttore cinematografico e sceneggiatore di film quali Wargames - Giochi di guerra (1983) e I signori della truffa (1992).

## Filmografia

### Cinema
- Pan-Americana, regia di John H. Auer (1945) (non accreditata)
- Il coraggio delle due (Two O'Clock Courage), regia di Anthony Mann (1945) (con il nome Bettejane Greer)
- Le ragazze dello scandalo (George White's Scandals), regia di Felix E. Feist (1945) (con il nome Bettejane Greer)
- Dick Tracy, regia di William Berke (1945)
- The Falcon's Alibi, regia di Ray McCarey (1946)
- Sunset Pass, regia di William Berke (1946)
- La bionda di bambù (The Bamboo Blonde), regia di Anthony Mann (1946)
- Sinbad il marinaio (Sinbad the Sailor), regia di Richard Wallace (1947)
- Nessuno mi crederà (They Won't Believe Me), regia di Irving Pichel (1947)
- Le catene della colpa (Out of the Past), regia di Jacques Tourneur (1947)
- La città della paura (Station West), regia di Sidney Lanfield (1948)
- Il tesoro di Vera Cruz (The Big Steal), regia di Don Siegel (1949)
- N.N. vigilata speciale (The Company She Keeps), regia di John Cromwell (1951)
- Il comandante Johnny (You're in the Navy Now), regia di Henry Hathaway (1951)
- You for Me, regia di Don Weis (1952)
- Il prigioniero di Zenda (The Prisoner of Zenda), regia di Richard Thorpe (1952)
- Disperata ricerca (Desperate Search), regia di Joseph H. Lewis (1952)
- Il pagliaccio (The Clown), regia di Robert Z. Leonard (1953)
- Down Among the Sheltering Palms, regia di Edmund Goulding (1953)
- La preda umana (Run for the Sun), regia di Roy Boulting (1955)
- L'uomo dai mille volti (Man of a Thousand Faces), regia di Joseph Pevney (1957)
- Quando l'amore se n'è andato (Where Love Has Gone), regia di Edward Dmytryk (1964)
- Billie, regia di Don Weis (1964)
- Organizzazione crimini (The Outfit), regia di John Flynn (1973)
- Due vite in gioco (Against All Odds), regia di Taylor Hackford (1984)
- Soltanto tra amici (Just Between Friends), regia di Allan Burns (1986)
- Legami di famiglia (Immediate Family), regia di Jonathan Kaplan (1989)
- Perfect Mate, regia di Karl Armstrong (1996)

### Televisione
- The Revlon Mirror Theatre – serie TV, episodio 2x10 (1953)
- Celebrity Playhouse – serie TV, episodio 1x12 (1955)
- The Ford Television Theatre – serie TV, episodi 1x33-3x36-5x28 (1953-1957)
- Suspicion – serie TV, episodio 1x18 (1958)
- Playhouse 90 – serie TV, episodio 2x23 (1958)
- Alfred Hitchcock presenta (Alfred Hitchcock Presents) – serie TV, episodio 4x34 (1959)
- Bonanza – serie TV, episodio 1x06 (1959)
- I racconti del West (Dick Powell's Zane Grey Theater) – serie TV, episodi 2x12-3x08-4x29 (1957-1960)
- Carovana (Stagecoach West) – serie TV, episodio 1x01 (1960)
- Thriller – serie TV, episodio 2x14 (1961)
- La legge di Burke (Burke's Law) – serie TV, episodio 1x29 (1964)
- Colombo (Columbo) – serie TV, episodio 4x04 (1975)
- Quincy (Quincy, M.E.) – serie TV, episodio 4x13 (1979)
- Falcon Crest – serie TV, 6 episodi (1984-1985)
- Saturday Night Live – serie TV, episodio 13x04 (1987)
- La signora in giallo (Murder, She Wrote) – serie TV, episodio 5x07 (1988)
- Heartbeat – serie TV, episodio 2x04 (1989)
- I segreti di Twin Peaks (Twin Peaks) – serie TV, episodi 2x08-2x09-2x10 (1990)

## Doppiatrici italiane
- Dhia Cristiani in Il prigioniero di Zenda, L'uomo dai mille volti, Il pagliaccio
- Rosetta Calavetta in La preda umana, La città della paura
- Giovanna Scotto in Le catene della colpa
- Rina Morelli in Sinbad il marinaio
- Nella Maria Bonora in Il tesoro di Vera Cruz
- Benita Martini in Due vite in gioco
- Elsa Camarda in La signora in giallo
- Germana Dominici in I segreti di Twin Peaks
- Eleonora De Angelis in Nessuno mi crederà (ridoppiaggio)